# Willie Norwood
Willie B. Norwood (Carrollton, 8 agosto 1947) è un ex cestista statunitense, professionista in Francia e nella NBA.

## Carriera
Venne selezionato dai Detroit Pistons al secondo giro del Draft NBA 1969 (19ª scelta assoluta).

## Palmarès
- Campione AABA (1978)